# 베르투시 러요시
베르투시 러요시(Bertus Lajos)는 헝가리의 축구 선수이다. 현재 디오슈죄르 VTK에서 활동하고 있다.